# Malas pulgas
Malas pulgas fue un programa de televisión español, versión española de El encantador de perros, sobre adiestramiento de mascotas que enseñó a la gente cómo educar a los animales para tener una mejor relación entre amo y mascota. Este espacio fue producido por BocaBoca para su emisión en Cuatro, fue presentado por Borja Capponi.
El programa contó historias de perros agresivos, diablillos insoportables y obsesionados por ladrar a todo lo que ven, y los dueños sufren por ello. Durante la emisión del programa, Borja Capponi enseñó trucos para que estos comportamientos se acaben con el tiempo. El espacio se emitió los viernes hasta que fue interrumpida su emisión por el Mundial de Fútbol. Tras la pausa volvió a emitirse, pero esta vez los sábados.
El programa ha sido puesto en cuestión por veterinarios  por divulgar técnicas que no tienen ninguna base científica y que comprometen el bienestar de los animales, y que están más próximas al maltrato animal que del adiestramiento que pretende mostrar.

## Programas y audiencias
| Programa          | Nombres | Dia de estreno           | Audiencia                              |
| ----------------- | --- | ------------------------ | -------------------------------------- |
| Primera Temporada | |                          |                                        |
| 1x01              | Luigi, Sira y Frodo - Luigi, el gran dictador - Sira, la fiera de mi niña - Frodo, el potro de Coslada | 30 de abril de 2010      | 1.206.000 espectadores y 8,2% de share |
| 1x02              | Kenzo; Felipe, Chantal y Chance; y Rufo - El festín de Kenzo - Felipe, Chance y Chantal: Aquí no hay quien viva - Rufo: Hay amores que matan                                                                               | 7 de mayo de 2010        | 1.405.000 espectadores y 8,7% de share |
| 1x03              | Kimba y Barnie, Reis y Tudor - Barnie y Kimba, no con mi hija - Reis, perro al borde de un ataque de nervios - Tudor, Dr. Jekyll y Mr. Hyde                                                                                | 14 de mayo de 2010       | 1.097.000 espectadores y 6,9% de share |
| 1x04              | Nubia, Alf y Aslan - Nubia, cuando nadie me ve - Alf, macho can - Aslan, el indomable | 21 de mayo de 2010       | 1.129.000 espectadores y 8,0% de share |
| 1x05              | Oracle, Lucky y Tantor - Oracle, amores perros - Lucky Moonwalk - Tantor, rebelde sin causa | 28 de mayo de 2010       | 1.100.000 espectadores y 7,4% de share |
| 1x06              | Blanco, Draco y Turco - Blanco, enemigo a las puertas - Draco, sin perdón - Turco: de vagabundo a héroe | 4 de junio de 2010       | 995.000 espectadores y 7,6% de share   |
| 1x07              | Mah-Jong, la peluquera canina Virginia y Duque - Mah-Jong: ¡Qué viene el coco! - Virginia, en casa de herrero... - Duque: Historia de una obsesión                                                                         | 11 de junio de 2010      | 1.001.000 espectadores y 6,7% de share |
| 1x08              | Babel, Alai y Luna, y Anakin - Babel: Pánico en la calle - Alai y Luna, la verdad sobre perros y gatos - Anakin SuperStar                                                                                                  | 4 de septiembre de 2010  | 597.000 espectadores y 5,5% de share   |
| 1x09              | Duffy, Kira y un mastín con madera de líder - Duffy, la pasión de Sophie - Kira, Easy Rider - El penúltimo cabrero | 11 de septiembre de 2010 | 813.000 espectadores y 7,0% de share   |
| 1x10              | Hessa, Simba y Rocco - Hessa: Sentido y sensibilidad - Bajo el régimen de Simba - Rocco, escuela de cachorros | 18 de septiembre de 2010 | 751.000 espectadores y 5,4% de share   |
| 1x11              | Sira, Luna y los 7 Samurais - Sira, perros de un dios menor - Luna, el diablo sobre ruedas - Pastores blancos suizos, los siete samuráis                                                                                   | 25 de septiembre de 2010 | 768.000 espectadores y 5,5% de share   |
| 1x12              | Melenas y Hachi - Melenas, atrapada por su pasado - Hachi, el pequeño Miss Sunshine | 2 de octubre de 2010     | 888.000 espectadores y 6,1% de share   |
| 1x13              | Borja Capponi hace un repaso de la temporada - En este capítulo Borja Capponi demostrará su destreza en el mundo canino haciendo un repaso de alguno de los casos de la temporada.                                         | 9 de octubre de 2010     | 939.000 espectadores y 6,2% de share   |
| Segunda Temporada | |                          |                                        |
| 2x01              | Brutus, Rusia y Greta - Brutus, incompatible con su "hermano" caballo - Rusia, pánico en la calle - Greta, el amo del barrio                                                                                               | 17 de septiembre de 2012 | 209.000 espectadores y 2,4% de share   |
| 2x02              | Terrón, Kenya y Trueno - Terron, pánico en sus alrededores - Kenya, mimada y consentida - Trueno, el amo de casa | 18 de septiembre de 2012 | 248.000 espectadores y 2,8% de share   |
| 2x03              | Nete, Gus y Doberman - Nete, inseguro y demasiado protegido - Gus, independiente y egocéntrico - Doberman, incompatible con los cretados chinos                                                                            | 19 de septiembre de 2012 | 180.000 espectadores y 2,1% de share   |
| 2x04              | Parker, Kiko y Golfo - Parker, en el punto de mira - kiko, el terror de los peluqueros - Golfo, un "alma libre" que da paseos nocturnos en solitario.                                                                      | 21 de septiembre de 2012 | 216.000 espectadores y 2,7% de share   |
| 2x05              | Lenin, Maki y La manada de Tito y Angel - Lenin, cariñoso e impredicible - Maki, rebelión en la granja - La manada de Tito y Angel, no aceptan la correa.                                                                  | 24 de septiembre de 2012 | 261.000 espectadores y 2,9% de share   |
| 2x06              | Simba, Golfo y Hatchi - Simba, una "locomotora" sin control - Golfo, ni un pelo de tonto - Hatchi, una mezcla explosiva | 25 de septiembre de 2012 | 231.000 espectadores y 2,4% de share   |
| 2x07              | Brutus, Choco y Byron - Brutus, "jefe de la casa" - Choco, consentido que se come la comida de los demás - Byron, celoso con sus dueños                                                                                    | 27 de septiembre de 2012 | 212.000 espectadores y 2,2% de share   |
| 2x08              | Desmond, Lolo y Pitita - Desmond, peligro en la carretera - Lolo, el macho alfa - Pitita, encuentra a unos nuevos dueños adoptivos                                                                                         | 28 de septiembre de 2012 | 213.000 espectadores y 2,1% de share   |
| 2x09              | Txera, Kira, Thor, Peggy los 'policías' Greta y Danko - Txera, la perra cobarde - Kira, Peggy y Thor, difícil convivencia entre la manada con sus dueñas - Greta y Danko, dos colegas contra en crimen                     | 1 de octubre de 2012     | 208.000 espectadores y 2,4% de share   |
| 2x10              | Chispa y Bulma, Zar y Simba, y el miedo de los lobos - Chispa y Bulma, perras traicioneras - Zar y Simba, problema de dominio - Lobos, agresivos por el miedo a los humanos                                                | 2 de octubre de 2012     | 200.000 espectadores y 2,3% de share   |
| 2x11              | Los famosos y su pasión por los galgos - Carmen Conesa, su galgo le ayudó en momentos difíciles - Victor Ullate, desea adoptar más galgos debido a su personalidad - Jorge Javier Vazquez, adopta a "Salvame" y a "Deluxe" | 3 de octubre de 2012     | 233.000 espectadores y 2,7% de share   |
| 2x12              | Yaki, Cuore y Thor - Yaki, perro muy agresivo que puede alcanzar los 50 kg/cm2 - Cuore, corazón salvaje - Thor, no soporta estar encerrado                                                                                 | 5 de octubre de 2012     | 211.000 espectadores y 2,4% de share   |
| 2x13              | Boss, Diego y Danko - Boss, el jefe de la casa - Diego, desobediente y caprichoso - Danko, rebelde sin pausa | 13 de octubre de 2012    | 273.000 espectadores y 6,6% de share   |

## Recepción del público
Estas han sido las audiencias de las quince ediciones del programa Malas pulgas.
| Edición                       | Fecha | Cadena | Espectadores | Cuota |
| ----------------------------- | ----- | ------ | ------------ | ----- |
| Malas pulgas: Primera edición | 2010  | Cuatro | 976 000      | 6,9%  |
| Malas pulgas: Segunda edición | 2012  | Cuatro | 223 000      | 2,8%  |